# 조이 디비전의 노래 목록
조이 디비전(Joy Division)은 잉글랜드의 록 밴드로, 보컬 이언 커티스, 기타리스트 겸 키보디스트 버나드 섬너, 베이시스트 피터 훅과 드러머 스티븐 모리스로 구성되어 있다. 조이 디비전은 1976년부터 1980년까지 총 53곡의 노래를 녹음하였다. 한 곡을 제외하고는 모든 곡에 4명의 크레딧이 다 올라가 있으며, 마틴 해넷이 대부분의 곡을 프로듀싱하였다. 비록 4년 밖에 활동하지 않았지만 후대의 많은 음악가와 1970년대 말에 일어난 포스트펑크 유행에 큰 영향을 끼쳤다.
처음에는 바르샤바(Warsaw)라는 이름으로 활동하다가, 조이 디비전으로 활동명을 변경하고 첫 익스텐디드 플레이(EP) 《An Ideal for Living》을 1978년 6월에 발매하였다. 밴드의 초기 펑크 사운드가 드러나는 것이 특징이며, 수록곡 〈At a Later Date〉는 EP 2주 후에 발매된 컴필레이션 라이브 음반 《Short Circuit: Live at the Electric Circus》에도 수록됐다. 이듬해 6월에는 첫 정규 음반인 《Unknown Pleasures》가 발매하였다. 해넷이 음반의 프로듀싱을 담당하였으며, 빈 소리나 유리가 깨지는 소리와 같은 음향 효과를 강조하는 방식과 같이 색다른 기법을 사용하였다. 올뮤직은 수록곡을 "본능적이고, 감정적이며, 과장된 소리"라고 묘사하였다. 음반은 첫 싱글 〈Transmission〉이 발매되고 나서부터 상업적으로 성공을 거두기 시작하였다. 하지만 커티스는 우울증과 뇌전증을 겪으면서 건강이 악화되어갔다. 결국 상태가 나아지지 않다가, 1980년 5월 18일 부엌에서 목을 매달아 자살하였다. 사후 한 달 후에 나온 싱글 〈Love Will Tear Us Apart〉이 나왔으며, 7월에는 조이 디비전의 2집이자 마지막 음반 《Closer》가 발매되었다. 《Closer》는 전작보다 더욱 거칠고 부스러지는 듯한 노래가 들어있으며, 사운드가 더욱 혼돈스러워졌다. 커티스가 사망하기 전, 조이 디비전은 어떤 멤버라도 탈퇴를 하게 되면 해체하기로 계약을 맺었고, 이 때문에 조이 디비전은 당해 말 공식적으로 활동을 중단하였다. 대신 모리스, 섬너, 훅은 당시 모리스의 여자친구였던 질리언 길버트와 함께 뉴 오더(New Order)라는 새 밴드를 결성하였다. 뉴 오더의 첫 싱글인 〈Ceremony〉와 B사이드 〈In a Lonely Place〉는 조이 디비전이 해체하기 전 만들어진 노래이다.
1981년, 첫 번째 컴필레이션 음반인 《Still》이 발매되었다. 이 음반에는 〈Ceremony〉와 벨벳 언더그라운드의 노래 〈Sister Ray〉의 라이브 커버 버전과 같이 미발매곡과 라이브 버전 노래가 수록되어 있다. 1988년에는 두 번째 컴필레이션 음반 《Substance》가 발매되었다. 이 음반에는 이전에 음반 미수록 싱글이었던 〈Love Will Tear Us Apart〉와 〈Transmission〉이 포함됐다. 제목은 뉴 오더가 1년 전에 발매한 싱글 컴필레이션 음반 《Substance 1987》과 이름이 유사하다. 1994년에는 원래 조이 디비전의 첫 정규 음반으로 발매할 예정이었던 《Warsaw》가 나왔다. 이는 바르샤바로 활동할 때였던 1977년에 녹음되었으며, 발표하지 않은 곡들이 많이 수록되었다. 이후에 발매된 컴필레이션으로는 1995년 작 《Permanent》, 1997년 작 박스 세트 《Heart and Soul》, 2008년 작 《The Best of Joy Division》, 5개의 조이 디비전 트랙과 13개의 뉴 오더 트랙이 수록된 2011년 작 《Total: From Joy Division to New Order》 등이 있다.

## 노래 목록
벨벳 언더그라운드의 〈Sister Ray〉를 제외하고는 모든 노래를 이안 커티스, 버나드 섬너, 피터 훅, 스티븐 모리스가 만들었다.
조이 디비전이 프로듀싱한 《An Ideal for Living》을 제외하고는 모든 노래를 마틴 해넷이 프로듀싱하였다.
| 칼표 | 싱글로 발매함 |

| 노래                                         | 수록 음반                                                                                  | 연도 | 출처          |
| -------------------------------------------- | ------------------------------------------------------------------------------------------ | ---- | ------------- |
| As You Said                                  | 음반 미수록 싱글 B 사이드 - Komakino                                                       | 1980 | [ 19 ]        |
| At a Later Date (라이브)                     | Short Circuit: Live at the Electric Circus                                                 | 1978 | [ 20 ]        |
| Atmosphere                                   | 음반 미수록 싱글 A 사이드 - She's Lost Control (영국) B 사이드 - She's Lost Control (미국) | 1980 | [ 22 ] [ 23 ] |
| Atrocity Exhibition                          | Closer                                                                                     | 1980 | [ 24 ]        |
| Auto-suggestion                              | Earcom 2: Contradiction (EP)                                                               | 1979 | [ 25 ]        |
| Candidate                                    | Unknown Pleasures                                                                          | 1979 | [ 26 ]        |
| Ceremony (라이브)                            | Still                                                                                      | 1981 | [ 27 ]        |
| Colony                                       | Closer                                                                                     | 1980 | [ 24 ]        |
| Day of the Lords                             | Unknown Pleasures                                                                          | 1979 | [ 26 ]        |
| Dead Souls                                   | Still                                                                                      | 1981 | [ 27 ]        |
| Decades                                      | Closer                                                                                     | 1980 | [ 24 ]        |
| Digital                                      | A Factory Sample (EP)                                                                      | 1978 | [ 28 ]        |
| Disorder                                     | Unknown Pleasures                                                                          | 1979 | [ 26 ]        |
| The Drawback                                 | Warsaw                                                                                     | 1994 | [ 14 ]        |
| The Eternal                                  | Closer                                                                                     | 1980 | [ 24 ]        |
| Exercise One                                 | Still                                                                                      | 1981 | [ 27 ]        |
| Failures                                     | An Ideal for Living (EP)                                                                   | 1977 | [ 4 ]         |
| From Safety to Where...?                     | Earcom 2: Contradiction (EP)                                                               | 1979 | [ 25 ]        |
| Glass                                        | A Factory Sample (EP)                                                                      | 1978 | [ 28 ]        |
| Gutz                                         | Warsaw                                                                                     | 1994 | [ 14 ]        |
| Heart and Soul                               | Closer                                                                                     | 1980 | [ 24 ]        |
| I Remember Nothing                           | Unknown Pleasures                                                                          | 1979 | [ 26 ]        |
| Ice Age                                      | Still                                                                                      | 1981 | [ 27 ]        |
| In a Lonely Place (Detail) (데모)            | Heart and Soul                                                                             | 1997 | [ 16 ]        |
| Incubation                                   | 음반 미수록 싱글 B 사이드 - Komakino                                                       | 1980 | [ 19 ]        |
| Inside the Line                              | Warsaw                                                                                     | 1994 | [ 14 ]        |
| Insight                                      | Unknown Pleasures                                                                          | 1979 | [ 26 ]        |
| Interzone                                    | Unknown Pleasures                                                                          | 1979 | [ 26 ]        |
| Isolation                                    | Closer                                                                                     | 1980 | [ 24 ]        |
| The Kill                                     | Still                                                                                      | 1981 | [ 27 ]        |
| Komakino                                     | 음반 미수록 싱글                                                                           | 1980 | [ 19 ]        |
| Leaders of Men                               | An Ideal for Living (EP)                                                                   | 1977 | [ 4 ]         |
| (Living in the) Ice Age                      | Still                                                                                      | 1981 | [ 27 ]        |
| Love Will Tear Us Apart                      | 음반 미수록 싱글                                                                           | 1980 | [ 29 ]        |
| A Means to an End                            | Closer                                                                                     | 1980 | [ 24 ]        |
| New Dawn Fades                               | Unknown Pleasures                                                                          | 1979 | [ 26 ]        |
| No Love Lost                                 | An Ideal for Living (EP)                                                                   | 1977 | [ 4 ]         |
| Novelty                                      | 음반 미수록 싱글 B 사이드 - Transmission                                                   | 1979 | [ 30 ]        |
| The Only Mistake                             | Still                                                                                      | 1981 | [ 27 ]        |
| Passover                                     | Closer                                                                                     | 1980 | [ 24 ]        |
| Shadowplay                                   | Unknown Pleasures                                                                          | 1979 | [ 26 ]        |
| She's Lost Control (12" 버전)                | 음반 미수록 싱글 A 사이드 - Atmosphere (미국) B 사이드 - Atmosphere (영국)                 | 1980 | [ 22 ] [ 23 ] |
| She's Lost Control                           | Unknown Pleasures                                                                          | 1979 | [ 26 ]        |
| Sister Ray (라이브) (벨벳 언더그라운드 원곡) | Still                                                                                      | 1981 | [ 27 ]        |
| Something Must Break                         | Still                                                                                      | 1981 | [ 27 ]        |
| The Sound of Music                           | Still                                                                                      | 1981 | [ 27 ]        |
| These Days                                   | 음반 미수록 싱글 B 사이드 - Love Will Tear Us Apart                                        | 1980 | [ 29 ]        |
| They Walked in Line                          | Warsaw                                                                                     | 1994 | [ 14 ]        |
| Transmission                                 | 음반 미수록 싱글                                                                           | 1979 | [ 31 ]        |
| Twenty Four Hours                            | Closer                                                                                     | 1980 | [ 24 ]        |
| Walked in Line                               | Still                                                                                      | 1981 | [ 27 ]        |
| Warsaw                                       | An Ideal for Living (EP)                                                                   | 1977 | [ 4 ]         |
| Wilderness                                   | Unknown Pleasures                                                                          | 1979 | [ 26 ]        |
| You're No Good for Me                        | Warsaw                                                                                     | 1994 | [ 14 ]        |

## 참고
1. ↑  Atmosphere는 1980년 프랑스에서 "Licht und Blindheit"이라는 이름으로 소르디드 센티멘탈 레이블에서 발매되었다.[21]
2. 1 2 3 4 5  "Warsaw"라는 이름으로 발매함.[17]
3. ↑  벨벳 언더그라운드의 존 케일, 스털링 모리슨, 루 리드, 모린 터커가 만들었다.[27]

## 문헌
- 커티스, 데보라 (1995년). 《Touching from a Distance: Ian Curtis and Joy Division》. 런던: 페이버. ISBN 0-571-17445-0.

## 같이 보기
- 조이 디비전의 음반 목록